# Lionel Rogosin
Lionel Rogosin (* 22. Januar 1924 in New York City, New York; † 8. Dezember 2000 in Los Angeles, Kalifornien) war ein US-amerikanischer Regisseur, Drehbuchautor und Filmproduzent.

## Leben
Rogosin war der einzige Sohn von Israel Rogosin, der einer der bedeutendsten Unternehmer-Philanthropen in der Textilindustrie war. Er besuchte Yale University und erhielt einen Abschluss in Chemieingenieurwesen, um in dem Geschäft seines Vaters zu arbeiten. Er diente im Zweiten Weltkrieg bei der United States Navy. Nach seiner Rückkehr reiste er durch das im Krieg heimgesuchten Ost- und Westeuropa und Israel sowie 1948 eine Reise nach Afrika. Danach arbeitete er bis 1954 in der Firma seines Vaters, während dieser Zeit brachte er sich autodidaktisch die Bedienung einer 16-mm-Bolex-Kamera bei. Sein erster Dokumentarfilm On the Bowery gewann etliche Preise wie den BAFTA Film Award und 1958 den Oscar für den Besten Dokumentarfilm.

## Filmografie (Auswahl)

### Regisseur
- 1956: On the Bowery
- 1957: Out
- 1959: Come Back, Africa
- 1966: Oysters ’R’ in Season
- 1966: How Do You Like Them Bananas
- 1966: Das waren noch Zeiten (Good Times, Wonderful Times)
- 1970: Black Roots
- 1972: Black Fantasy
- 1973: Woodcutters of the Deep South
- 1974: Arab Israeli Dialogue

### Drehbuchautor
- 1956: On the Bowery
- 1959: Come Back, Africa
- 1970: Black Roots
- 1973: Woodcutters of the Deep South
- 1974: Arab Israeli Dialogue

### Produzent
- 1956: On the Bowery
- 1959: Come Back, Africa
- 1972: Black Fantasy